# نادر منوچهری
نادر منوچهری (زاده ۲۳ فروردین ۱۳۶۹) ورزشکار تیراندازی با کمان اهل ایران است.

## زندگینامه
نادر منوچهری، متولد ۱۳۶۹، ۷ سال است در رشته ریکرو فعالیت دارد. ۳ سال عضو تیم ملی (خارج از سالن) بوده‌است و هم‌اکنون ۲ ماه است به اردوی تیم ملی داخل سالن دعوت شده‌است.

## عناوین
- ۱- کسب مقام سوم تیمی داخل سالن بازیهای آسیایی ویتنام
- ۲- کسب مقام دوم انفرادی و تیمی جایزه بزرگ آسیا تایلند
- ۳- کسب مقام دوم تیمی جایزه بزرگ آسیا تهران
- ۴- کسب مقام سوم انفرادی جایزه بزرگ آسیا
- ۵- کسب ۲۰ عنوان در داخل کشور و اخذ مدالهای طلا، نقره و برنز

## حضور در بازیهای المپیک تابستانی ۲۰۱۲
پس از کناره گیری میلاد وزیری از اردوی تیم ملی به دلیل کنار گذاشتن مربی کره‌ای تیم، نادر منوچهری به عنوان نماینده تیم ملی تیر کمان ایران برای حضور در المپیک تابستانی ۲۰۱۲ به اردو دعوت شد.